# Електронно-спинов резонанс
Електронно-спинов резонанс, наричан също и електронен парамагнитен резонанс (на английски: Electron spin resonance, ESR), е спектроскопски метод за изследване на веществото.
Използва се във физиката за изследване на дефекти в полупроводници и диелектрици, в радиационната химия, в биохимията, в археологията за датиране на археологически находки. Датирането става чрез определяне на дефектите на веществото, настъпили в резултат на естествената радиация от радиоактивни елементи, срещани в природата.

## Теория
Същността на явлението е резонансно поглъщане на електромагнитно излъчване от несдвоени електрони. Електронът има спин {\displaystyle S=1/2} и асоцииран с него магнитен момент с компоненти ms = +1/2 и ms = -1/2.
Ако електронът се постави в магнитно поле с интензитет B0, то в резултат на взаимодействието му с магнитното поле магнитният момент се ориентира паралелно (ms = -1/2) или антипаралелно на магнитното поле (ms = +1/2),
което съответства на две различни енергетични нива (виж ефект на Зееман). Състоянието с паралелна оринетация е с по-ниска енергия, а с антипаралелна – с по-висока, като разликата е 
{\displaystyle \Delta }E = geμBB0,
 където ge е така нареченият g-фактор на електрона (фактор на Ланде), а μB е магнетонът на Бор. Това уравнение показва, че разцепването на енергетичните нива е право пропорционално на интензитета на магнитното поле, както е показано на рисунката.
Ако сега се приложи електромагнитно поле с честота ν, плоско поляризирано в равнина, перпендикулярна на вектора на магнитното поле B0, то ще предизвика магнитни диполни преходи, подчиняващи се на правилото за отбор ΔМ = 1. При съвпадение на енергията на електронния преход с енергията на фотоните на електромагнитната вълна ще протече резонансно поглъщане на излъчването. По този начин, условието за резонанс се определя от фундаменталното съотношение за магнитен резонанс
Поглъщане на енергията на електромагнитното поле се наблюдава тогава, когато нивата са с различна населеност.
Експерименталната реализация на метода се извършва най-често с електромагнитно излъчване в СВЧ диапазона от 9000 до 10000 MHz (9 – 10 GHz), и с магнитни полета от около 3500 G (0.35 T)